# Isotomus speciosus
Isotomus speciosus je vrsta hrošča iz družine kozličkov, razširjena po Srednji in Jugovzhodni Evropi do Kavkaza na meji z Jugozahodno Azijo.
Odrasli dosežejo 12 do 22 mm v dolžino in imajo vpadljiv vzorec obarvanosti z belimi lisami na črni podlagi.
Pojavlja se v gozdnih sestojih, kjer ličinke zajedajo v lesu dreves različnih vrst listavcev. Odrasli osebki so aktivni junija in julija, predvsem v večernem in nočnem času. Za Slovenijo so znani podatki iz submediteranske, dinarske in subpanonske regije, pri čemer je bila vrsta tudi v preteklosti izjemno redka. Zadnja najdba v 20. stoletju je bila leta 1915 v Beli Krajini, nakar so jo šele po 85 letih spet ujeli v gozdu blizu partizanske Bolnice Franja pri Cerknem. Kot redka vrsta je v Sloveniji uvrščena na Seznam živalskih vrst, katerih živali so zavarovane po Uredbi o zavarovanih prosto živečih živalskih vrstah.